# Panoptikon (film)
Panoptykon – polski film psychologiczny z 2010 roku.

## Obsada
- Piotr Głowacki
- Adrianna Gruszka
- Katarzyna Maciąg
- Gabriela Muskała
- Jadwiga Lesiak
- Jan Frycz
- Jerzy Nasierowski
- Dariusz Eckert
- Wojciech Kirsz
- Marian Łątka
- Mariusz Dyląg